# Бєлкін Петро Кузьмич
Петро Кузьмич Бєлкін (? — вересень 1960, місто Київ) — український радянський державний діяч, народний комісар рибної промисловості Української РСР. Кандидат у члени ЦК КП(б)У в травні 1940 — січні 1949 р.

## Біографія
Член РКП(б) з 1924 року.
До 1939 року — управитель Донецької (Сталінської) обласної контори Головрибзбуту.
11 травня 1939 — 25 березня 1946 року — народний комісар рибної промисловості Української РСР.
У 1946 — лютому 1949 року — заступник міністра рибної промисловості Української РСР.
У 1950-х роках — директор постійно діючої виставки Управління фарфоро-фаянсової і скляної промисловості Української РСР.
Помер наприкінці вересня 1960 року в Києві.

## Нагороди
- орден «Знак Пошани» (2.04.1939)